# ポート・ケント駅
ポート・ケント駅（英語：Port Kent Station）は、ニューヨーク州ポート・ケント レーク・ストリート373にある駅。 全米各地を結ぶ旅客鉄道のアムトラックが乗り入れている。

## 概要
当駅は1977年にアムトラックの季節停車駅として開業し、1989年に屋根のみの木製待合所が建てられた。停車する時期はシャンプレーン湖運輸会社のバーモント州バーリントン行きフェリーが運航されている5月下旬から10月上旬の期間である。

## 利用可能な鉄道路線／列車
アムトラックの停車する列車は下記の通り。
モントリオールとニューヨーク間の昼行国際列車アディロンダック…1日1往復停車 (季節停車)